# 비상부르
비상부르(프랑스어: Wissembourg, 독일어: Weißenburg 바이센부르크[*], 남부 프랑코니아 독일어: Weisseburch)는 프랑스 북동부 그랑테스트의 바랭주의 코뮌이다.
프랑스와 독일 국경 사이에 인접한 라우터 강에 위치했으며, 대략 스트라스부르에서 북쪽으로 60km, 카를스루에에서 서쪽으로 35km 거리에 있다. 비상부르라는 명칭은 독일어로 "하얀 성(城)"을 뜻하는 바이센부르크(독일어: Weißenburg)의 프랑스어식 발음이다.

## 인구
| 연도 | 인구  | ±%    |
| ---- | ----- | ----- |
| 2006 | 8,008 | —     |
| 2007 | 7,978 | −0.4% |
| 2008 | 7,880 | −1.2% |
| 2009 | 7,830 | −0.6% |
| 2010 | 7,803 | −0.3% |
| 2011 | 7,780 | −0.3% |
| 2012 | 7,757 | −0.3% |
| 2013 | 7,757 | +0.0% |
| 2014 | 7,738 | −0.2% |
| 2015 | 7,662 | −1.0% |
| 2016 | 7,600 | −0.8% |

비상부르 - Wissembourg
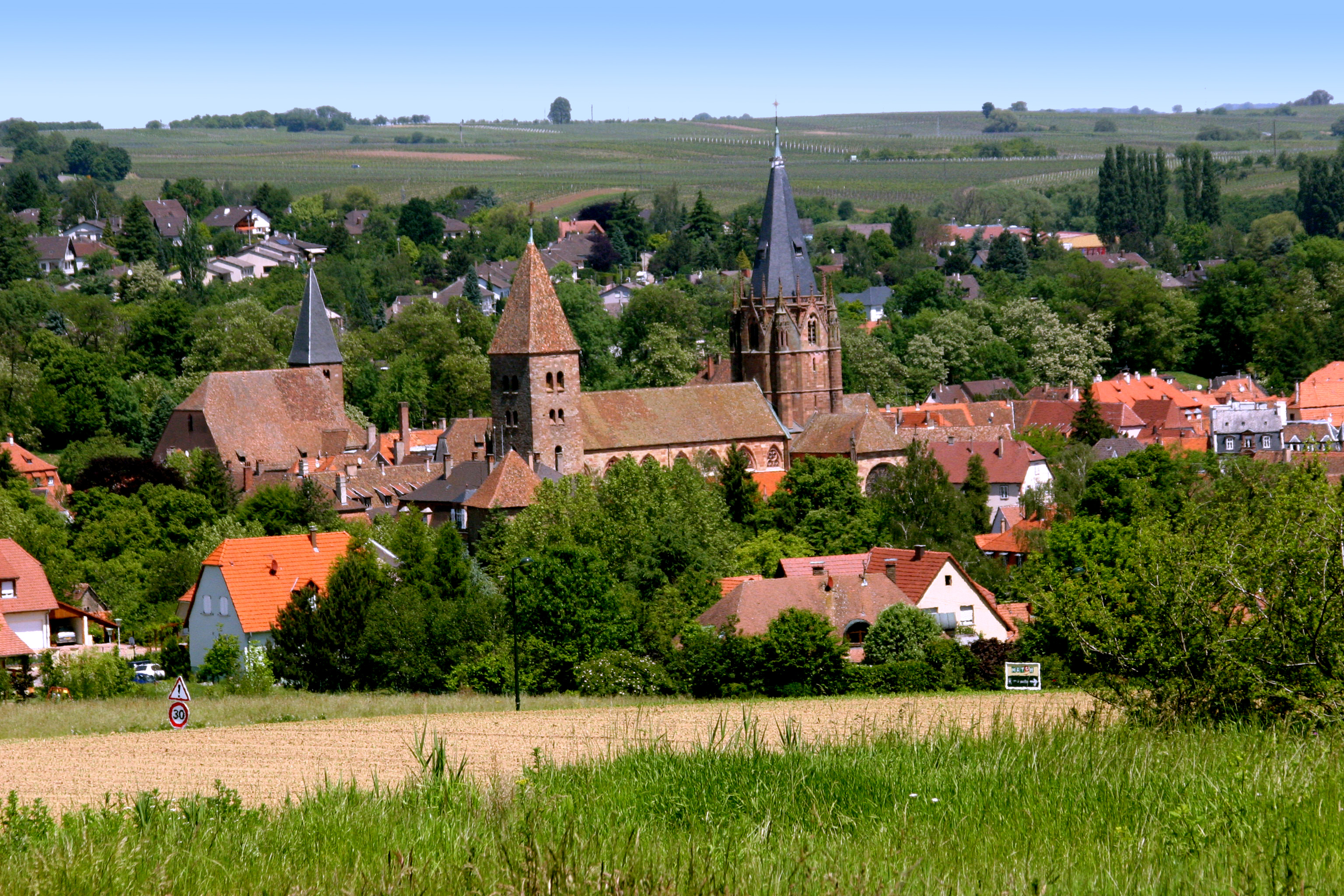
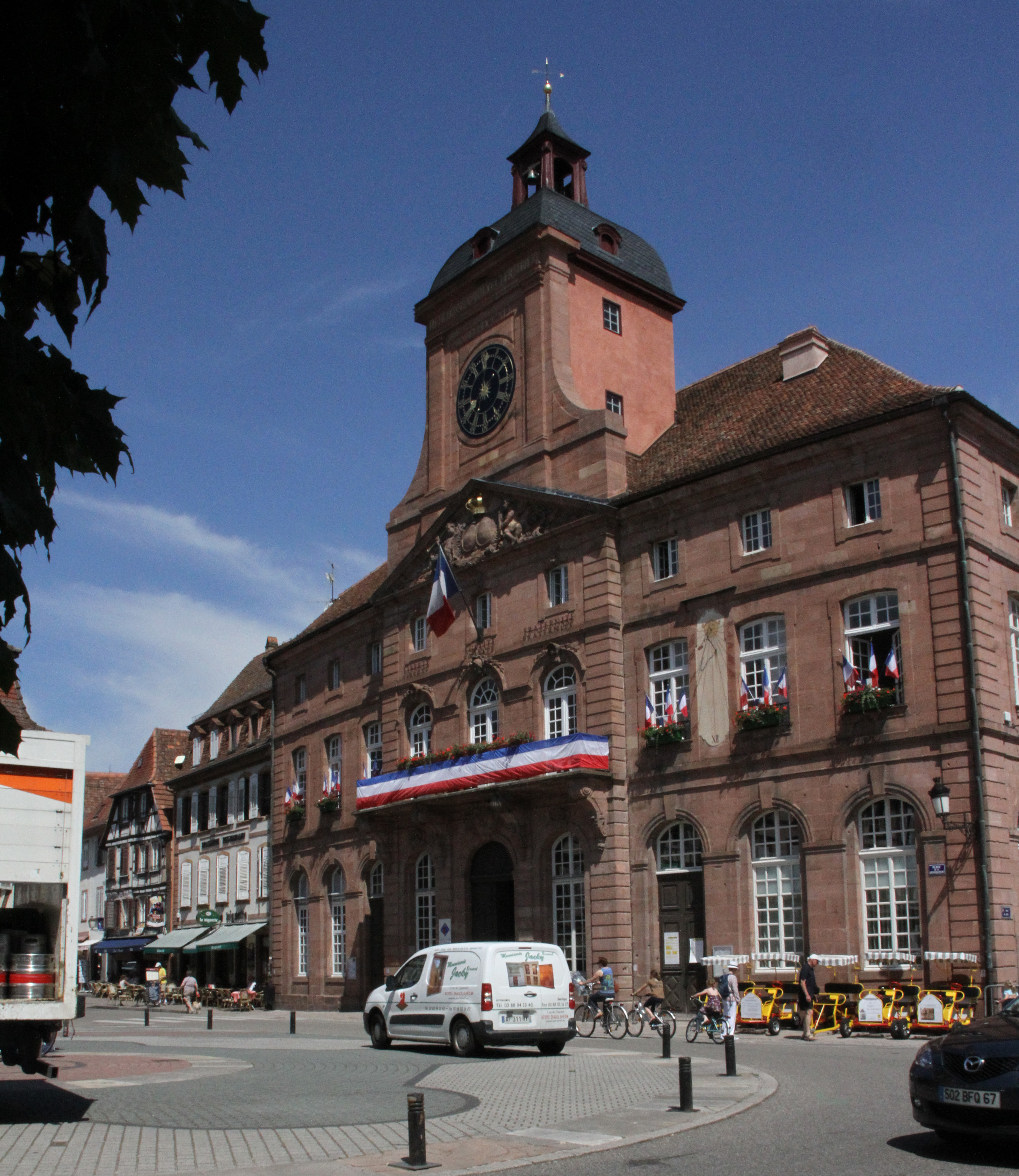
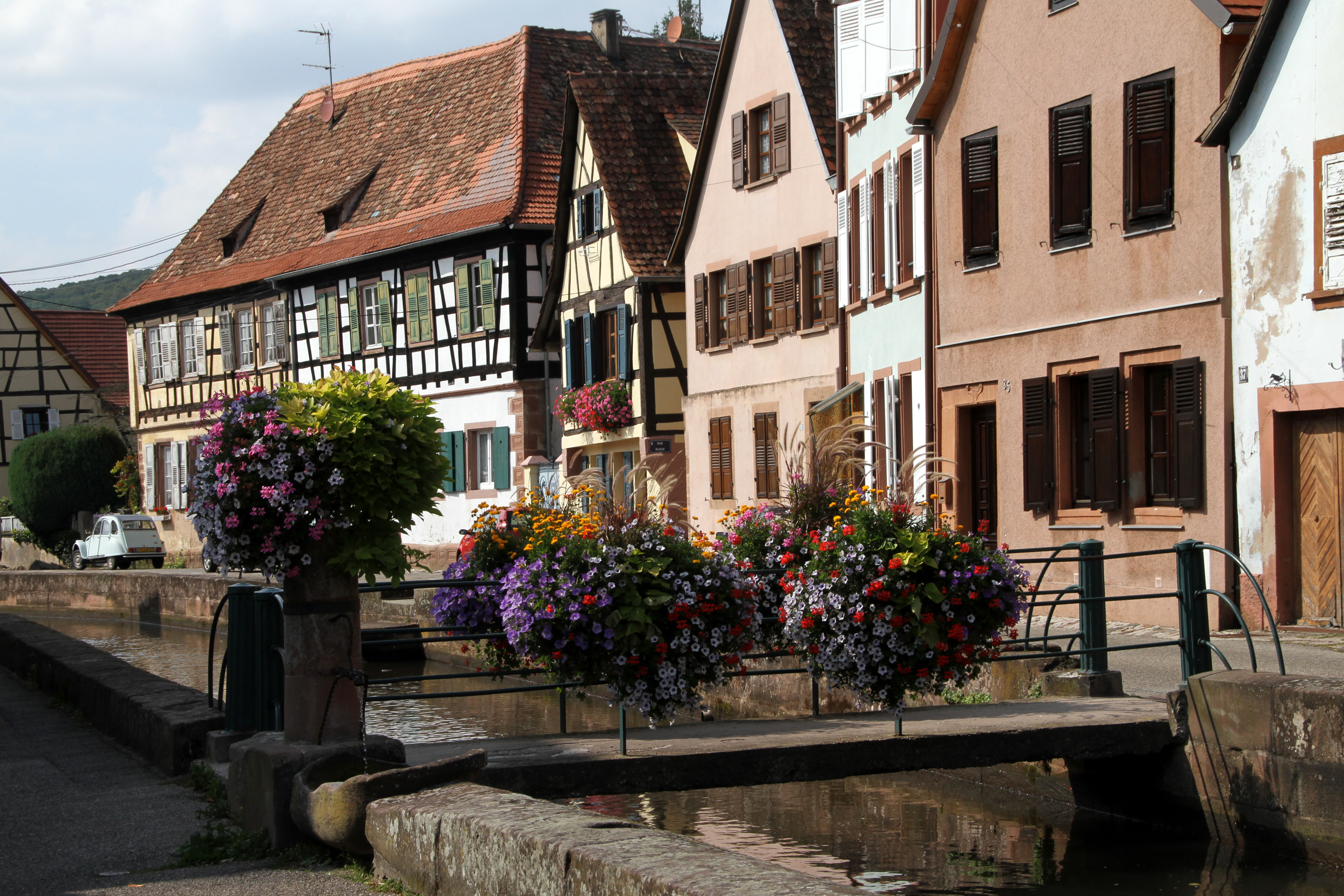
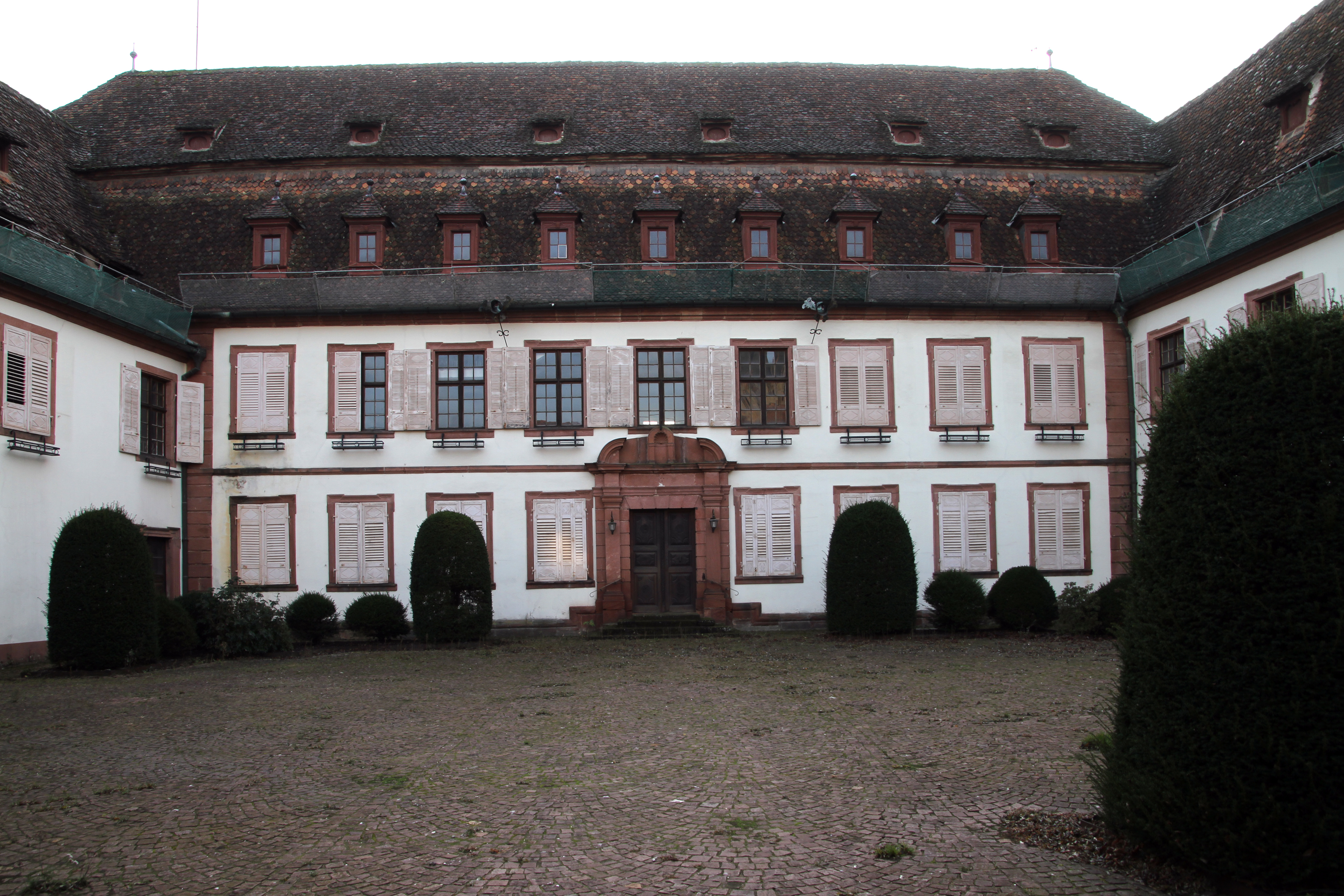
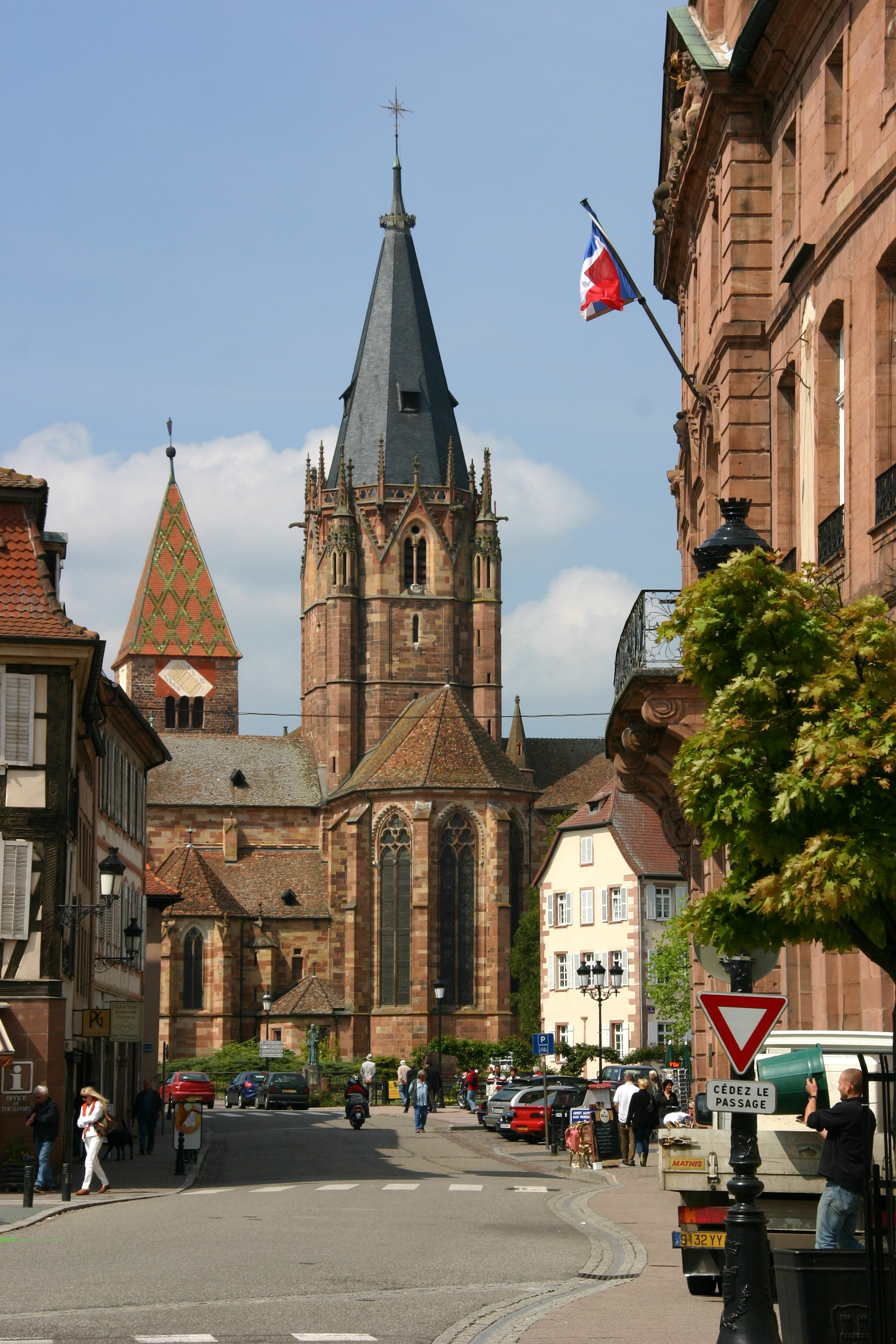
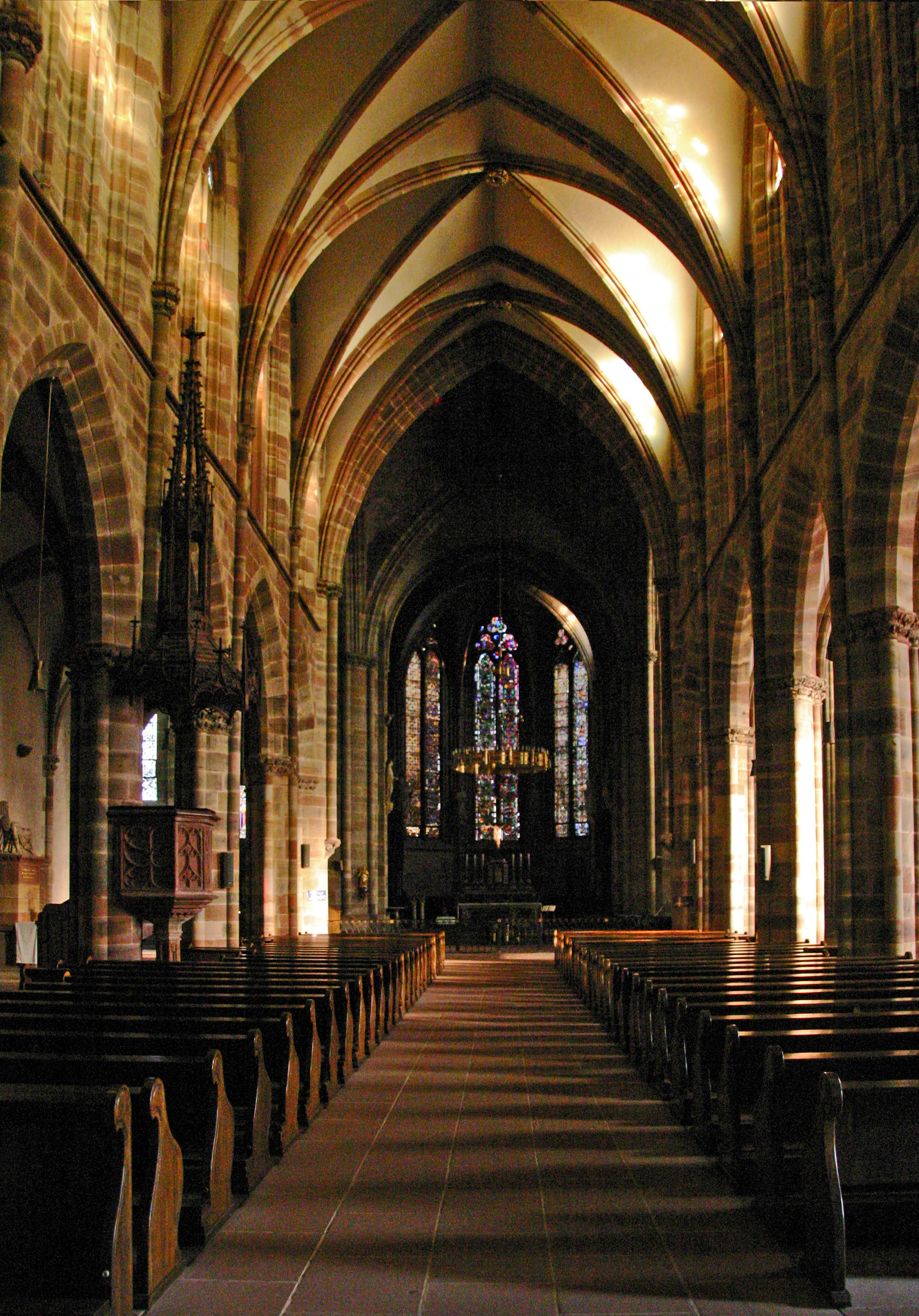
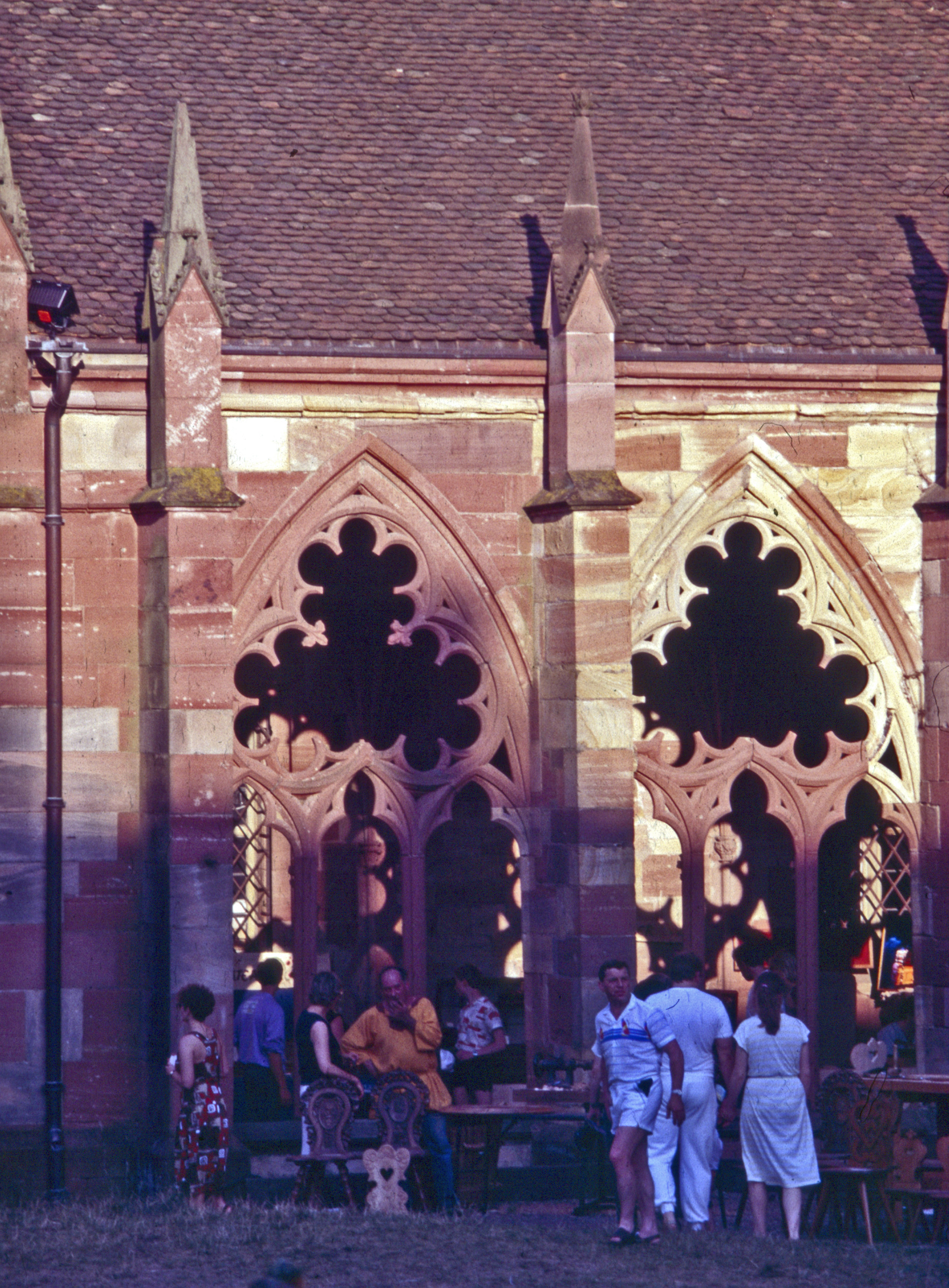